# تخزين بيانات الحاسوب
لتغطية أوسع لهذا الموضوع، انظر تخزين البيانات

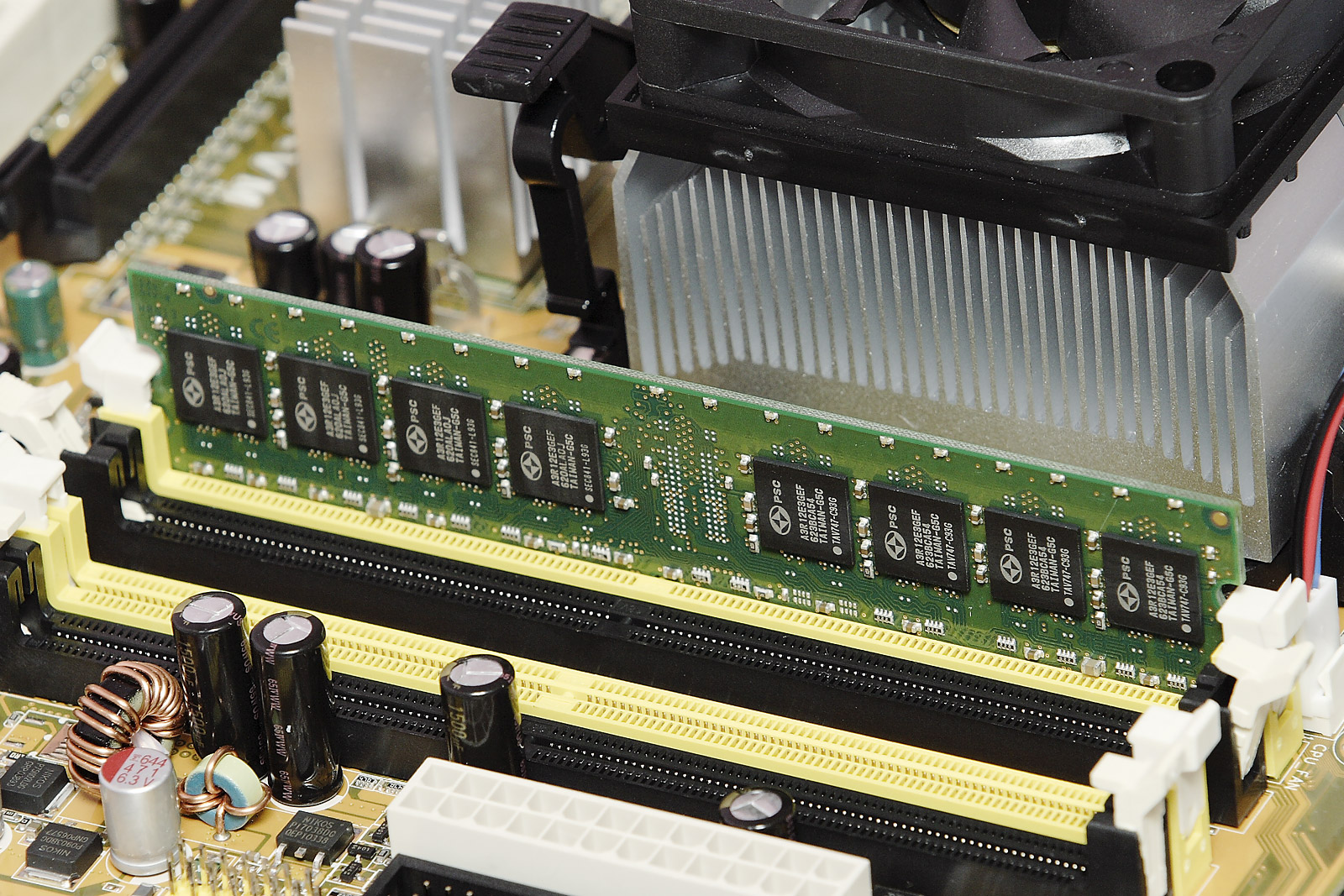
1 جيجابايت من إس دي رام مركبة على حاسوب شخصي. مثال على وحدة تخزين رئيسية

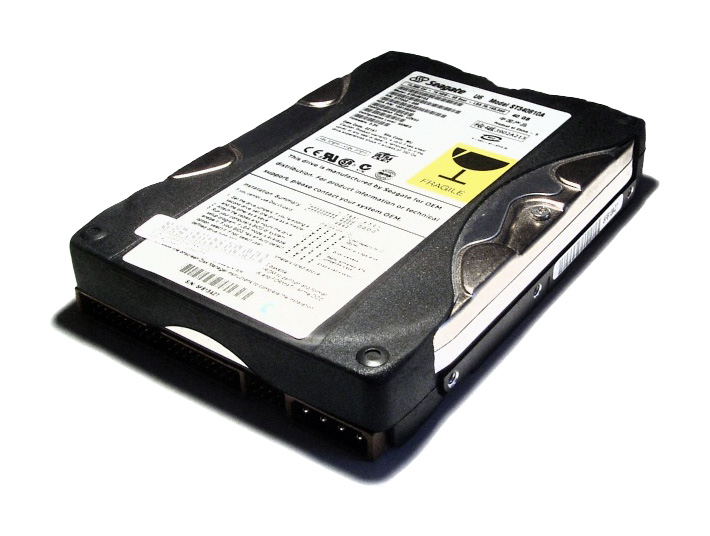
40 جيجابايت قرص صلب (HDD) نوع باتا; عند اتصاله بجهاز كمبيوتر يعمل كوحدة تخزين ثانوية

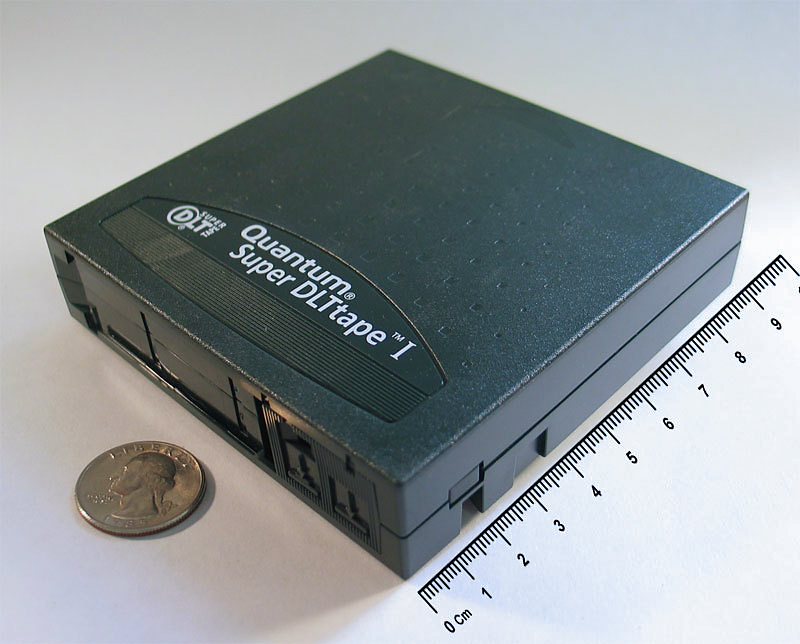
160 GB من خرطوشة شريط SDLT، مثال على تخزين «خارجي». عندما تستخدم مع مكتبة شريط روبوتية، تصنف كتخزين ثالثي

وحدة تخزين بيانات الكمبيوتر (بالإنجليزية: Computer data storage)‏ وغالبا ما تسمى وحدة التخزين أو الذاكرة وهي تقنية تتكون من مكونات الكمبيوتر ووسائط تسجيل تستخدم للاحتفاظ بالبيانات الرقمية. وهي عنصر أساسي من أجهزة الكمبيوتر.
وحدة المعالجة المركزية في جهاز الكمبيوتر هي ما تعالج البيانات عن طريق إجراء العمليات الحسابية أو الحاسوبية، في الواقع، تقريبا جميع أجهزة الكمبيوتر تستخدم التسلسل الهرمي للتخزين، والتي تضع خيارات وسائط تخزين سريعة وباهظة الثمن قريبا من وحدة المعالجة المركزية، ووسائط تخزين ابطئ ولكن خيارات أكبر وأرخص وابعد عن وحدة المعالجة المركزية، عموما التكنولوجيات سريعة الزوال (التي تزول مع زوال الطاقة الكهربية) والتي يطلق عليها الذاكرة بينما يشار للتقنيات الأبطئ وحدة التخزين، ولكن بعض الأحيان يطلق على التخزين الثابتة ذاكرة تخزينية.
حتى تصميمات الحاسوب الأولى، مثل محرك التحليل الخاص بتشارلز بابيج وآلة التحليل الخاصة بـبيرسي لودجيت، ميزت بشكل واضح بين المعالجة والذاكرة (خزن بابيج الأرقام على شكل دوران للترس، بينما خزن لودجيت الأرقام على شكل تحريك قضبان في المكوك). امتد هذا التمييز في معمارية فون نيومان، حيث تتكون وحدة المعالجة المركزية (CPU) من جزأين رئيسيين: وحدة التحكم [الإنجليزية] ووحدة الحساب المنطقي (ALU). تتحكم الأولى في تدفق البيانات بين وحدة المعالجة المركزية والذاكرة، بينما تقوم الثانية بإجراء العمليات الحسابية والمنطقية [الإنجليزية] على البيانات.

## وظائفها
بدون كمية كبيرة من الذاكرة، لن يكون الحاسوب قادرًا إلا على إجراء عمليات ثابتة وإخراج النتيجة على الفور. سيحتاج إلى إعادة تهيئته لتغيير سلوكه. وهذا أمر مقبول بالنسبة للأجهزة مثل الآلات الحاسبة المكتبية ومعالجات الإشارات الرقمية والأجهزة المتخصصة الأخرى. تختلف آلات فون نيومان في وجود ذاكرة تخزن فيها تعليمات التشغيل والبيانات. تتميز هذه الحواسيب بتعدد استخداماتها حيث لا يلزم إعادة تكوين أجهزتها لكل برنامج جديد، ولكن يمكن ببساطة إعادة برمجتها بتعليمات جديدة في الذاكرة؛ كما أنها تميل إلى أن تكون أبسط في التصميم، حيث يمكن للمعالج البسيط نسبيًا الحفاظ على الحالة بين العمليات الحسابية المتتالية لبناء نتائج إجرائية معقدة. معظم الحواسيب الحديثة هي آلات فون نيومان.

## تنظيم البيانات وتمثيلها
يمثل الكمبيوتر الرقمي الحديث البيانات باستخدام نظام العد الثنائي. يمكن تحويل النصوص والأرقام والصور والصوت وأي شكل آخر من أشكال المعلومات تقريبًا إلى سلسلة من البتات أو الأرقام الثنائية، ولكل منها قيمة 0 أو 1. الوحدة الأكثر شيوعًا للتخزين هي البايت، والتي تعادل 8 بت. يمكن التعامل مع أي معلومة بواسطة أي كمبيوتر أو جهاز تبلغ مساحة تخزينه ما يكفي لاستيعاب التمثيل الثنائي للمعلومة، أو البيانات ببساطة. على سبيل المثال، يمكن تخزين الأعمال الكاملة لشكسبير، حوالي 1250 صفحة مطبوعة، في حوالي خمسة ميغابايت (40 مليون بت) باستخدام بايت واحد لكل حرف.
يتم ترميز البيانات عن طريق تعيين نمط بت لكل حرف أو رقم أو مكون وسائط متعددة. توجد العديد من المعايير للترميز (على سبيل المثال، ترميزات الأحرف مثل أسكي، وترميز الصور مثل جيه بيه إي جي، وترميز الفيديو مثل إم بي إي جي - 4).
بإضافة وحدات بت إلى كل وحدة مشفرة, تسمح التكرار للكمبيوتر باكتشاف الأخطاء في البيانات المشفرة وتصحيحها بناءً على خوارزميات رياضية. تحدث الأخطاء عمومًا باحتمالات منخفضة بسبب تقليب قيمة البت العشوائي، أو "إجهاد البت الفيزيائي" (فقدان البت الفيزيائي في تخزين قدرته على الحفاظ على قيمة مميزة (0 أو 1)), أو بسبب أخطاء في الاتصال بين أجهزة الكمبيوتر أو داخلها. يتم تصحيح تقليب البت العشوائي (على سبيل المثال بسبب الإشعاع العشوائي) عادةً عند اكتشافه. يتم عادةً إخراج البت أو مجموعة من البتات الفيزيائية المعطلة (ليس من الضروري معرفة البت المعيب المحدد دائمًا; يعتمد تعريف المجموعة على جهاز التخزين المحدد) تلقائيًا، وإخراجها من الاستخدام بواسطة الجهاز، واستبدالها بمجموعة بديلة أخرى تعمل بشكل مكافئ في الجهاز، حيث يتم استعادة قيم البت المصححة (إذا كان ذلك ممكنا). تُستخدم عادةً طريقة اختبار التكرار الدوري (CRC) في الاتصالات والتخزين للكشف عن الأخطاء. ثم تتم إعادة المحاولة عند اكتشاف خطأ.
تسمح طرق ضغط البيانات في العديد من الحالات (مثل قاعدة البيانات) بتمثيل سلسلة من البتات بسلسلة بت أقصر ("ضغط") وإعادة بناء السلسلة الأصلية ("فك الضغط") عند الحاجة. وهذا يستخدم مساحة تخزين أقل بكثير (عشرة بالمائة) للعديد من أنواع البيانات على حساب المزيد من الحساب (الضغط وفك الضغط عند الحاجة). يتم إجراء تحليل للمقايضة بين توفير تكلفة التخزين وتكاليف العمليات الحسابية ذات الصلة والتأخير المحتمل في توفر البيانات قبل اتخاذ قرار بشأن إبقاء بيانات معينة مضغوطة أم لا.
لأسباب أمنية, قد يتم الاحتفاظ بأنواع معينة من البيانات (مثل معلومات بطاقة الائتمان) مشفرة في التخزين لمنع إمكانية إعادة بناء المعلومات غير المصرح بها من أجزاء من لقطات التخزين.

## التسلسل للتخزين

أشكال مختلفة من التخزين، مقسمة على حسب المسافة من المعالج. المكونات الأساسية لجهاز الكمبيوتر للأغراض العامة هي وحدة الحساب والمنطق، وحدة التحكم، مساحة التخزين، ووحدات الإدخال والإخراج. التكنولوجيا والتخزيت كما هو متعارف في أجهزة الكمبيوتر المنزلية حوالي عام 2005

عمومًا, كلما قل مستوى تخزين البيانات في التسلسل الهرمي, قل عرضه الترددي وزاد زمن وصوله من وحدة المعالجة المركزية (زمن الوصول). هذا التقسيم التقليدي للتخزين إلى تخزين أساسي وثانوي وثالثوي وغير متصل بالإنترنت يسترشد أيضًا بتكلفة البت الواحد.
في الاستخدام المعاصر, يكون “المخزن” عادة ذاكرة وصول عشوائي ولكنها مؤقتة مصنوعة من أشباه الموصلات [الإنجليزية]، وغالبًا ما تكون DRAM (ذاكرة الوصول العشوائي الديناميكية) أو أجهزة أخرى من هذا القبيل. يتكون “التخزين” من أجهزة التخزين ووسائطها التي لا يمكن الوصول إليها مباشرة بواسطة وحدة المعالجة المركزية (التخزين الثانوي أو الثالثي)، وعادةً ما تكون محركات الأقراص الصلبة ومحركات الأقراص الضوئية وأجهزة أخرى أبطأ من الذاكرة العشوائية الديناميكية ولكنها غير متطايرة (تحافظ على المحتويات عند إيقاف التشغيل).
تاريخيًا, كان يطلق على الذاكرة، اعتمادًا على التقنية، اسم الذاكرة المركزية أو ذاكرة النواة أو تخزين النواة أو الأسطوانة أو الذاكرة الرئيسية أو التخزين الحقيقي أو الذاكرة الداخلية. وفي الوقت نفسه، تمت الإشارة إلى أجهزة التخزين البطيئة الدائمة على أنها تخزين ثانوي أو ذاكرة خارجية أو تخزين مساعد/محيطي.

### تخزين رئيسي
(بالإنجليزية: Primary storage)‏
التخزين الأساسي (المعروف أيضًا بالذاكرة الرئيسية أو الذاكرة الداخلية أو الذاكرة الأساسية)، والذي يُشار إليه غالبًا ببساطة بالذاكرة، هو الوحيد الذي يمكن وحدة المعالجة المركزية الوصول إليه مباشرة. تقرأ وحدة المعالجة المركزية باستمرار التعليمات المخزنة هناك وتنفذها حسب الحاجة. كما يتم تخزين أي بيانات يتم التعامل معها بشكل فعال هناك بطريقة موحدة.
تاريخيًا، استخدمت أجهزة الكمبيوتر المبكرة ذاكرة خط التأخير [الإنجليزية] أو أنبوب ويليامز أو أسطوانات مغناطيسية دوارة كذاكرة رئيسية. بحلول عام 1954، تم استبدال هذه الطرق غير الموثوقة إلى حد كبير بالذاكرة ذات النواة المغناطيسية. ظلت ذاكرة النواة مسيطرة حتى السبعينيات، عندما سمحت التطورات في تكنولوجيا الدوائر المتكاملة للذاكرة نصف الناقلة بأن تصبح منافسة اقتصاديًا.
أدى هذا إلى ظهور ذاكرة الوصول العشوائي الحديثة (RAM). وهي صغيرة الحجم وخفيفة الوزن ولكنها في الوقت نفسه باهظة الثمن. تعتبر أنواع ذاكرة الوصول العشوائي المستخدمة للتخزين الأساسي متطايرة، مما يعني أنها تفقد المعلومات عند انقطاع الطاقة. بالإضافة إلى تخزين البرامج المفتوحة، تعمل كذاكرة تخزين مؤقت للقرص ومخزن مؤقت للكتابة لتحسين أداء القراءة والكتابة. تستعير أنظمة التشغيل سعة ذاكرة الوصول العشوائي للتنسيق المؤقت طالما لم يلزمها تشغيل البرامج. يمكن الاستفادة من الذاكرة الفائضة كمحرك أقراص عشوائي لتخزين بيانات مؤقتة عالية السرعة.
كما هو موضح في الرسم التخطيطي، يوجد تقليديًا مستويان فرعيان إضافيان للتخزين الأساسي، إلى جانب ذاكرة الوصول العشوائي الرئيسية ذات السعة الكبيرة:
- توجد سجلات المعالج داخل المعالج. عادةً ما يحتوي كل سجل على كلمة من البيانات (غالبًا 32 أو 64 بت). تعطي تعليمات وحدة المعالجة المركزية تعليمات لوحدة الحساب المنطقية لإجراء عمليات حسابية مختلفة أو عمليات أخرى على هذه البيانات (أو بمساعدتها). تعتبر السجلات أسرع أشكال تخزين بيانات الكمبيوتر على الإطلاق.[12]
- ذاكرة التخزين المؤقت للمعالج هي مرحلة وسطى بين السجلات الفائقة السرعة والذاكرة الرئيسية الأبطأ بكثير. تم تقديمها فقط لتحسين أداء أجهزة الكمبيوتر. يتم نسخ المعلومات الأكثر استخدامًا في الذاكرة الرئيسية للتو في ذاكرة التخزين المؤقت، وهي أسرع ولكن بسعة أقل بكثير. من ناحية أخرى، فإن الذاكرة الرئيسية أبطأ بكثير، لكنها تتمتع بسعة تخزين أكبر بكثير من سجلات المعالج. يتم أيضًا استخدام إعداد ذاكرة التخزين المؤقت الهرمي متعدد المستويات بشكل شائع - حيث تكون الذاكرة الأساسية أصغر وأسرع وتوجد داخل المعالج؛ الذاكرة المخزنة المؤقتة الثانوية أكبر قليلاً وأبطأ.[13]

الذاكرة الرئيسية متصلة بشكل مباشر أو غير مباشر بوحدة المعالجة المركزية عبر ناقل الذاكرة. إنه في الواقع حافلتان (ليستا في الرسم التخطيطي): ناقل عنوان وناقل بيانات. ترسل وحدة المعالجة المركزية أولاً رقماً عبر ناقل عنوان، وهو رقم يسمى عنوان الذاكرة، والذي يشير إلى الموقع المطلوب للبيانات. ثم تقرأ أو تكتب البيانات في خلايا الذاكرة باستخدام ناقل البيانات. بالإضافة إلى ذلك، فإن وحدة إدارة الذاكرة (MMU) عبارة عن جهاز صغير بين وحدة المعالجة المركزية والذاكرة العشوائية يعيد حساب عنوان الذاكرة الفعلي، على سبيل المثال لتوفير تجريد للذاكرة الافتراضية أو مهام أخرى.
نظرًا لأن أنواع الذاكرة العشوائية (RAM) المستخدمة للتخزين الأساسي متطايرة (غير مهيئة عند التشغيل)، فإن الكمبيوتر الذي يحتوي على مثل هذا التخزين فقط لن يكون لديه مصدر لقراءة التعليمات منه، من أجل تشغيل الكمبيوتر. وبالتالي، يتم استخدام تخزين أساسي غير متطاير يحتوي على برنامج تشغيل صغير (بيوس) لتحميل الكمبيوتر، أي لقراءة برنامج أكبر من تخزين ثانوي غير متطاير إلى الذاكرة العشوائية وبدء تشغيله. تسمى التقنية غير المتطايرة المستخدمة لهذا الغرض ROM، لذاكرة القراءة فقط (قد يكون المصطلح مربكًا بعض الشيء لأن معظم أنواع ROM قادرة أيضًا على الوصول العشوائي).
أنواع عديدة من الذاكرة القراءة فقط "ROM" ليست قراءة فقط بالمعنى الحرفي، حيث يمكن تحديثها؛ لكن التحديث بطيء ويجب مسح الذاكرة بأجزاء كبيرة قبل إعادة الكتابة عليها. تعمل بعض الأنظمة المضمنة على تشغيل البرامج مباشرة من الـ ROM (أو ما يماثلها)، لأن هذه البرامج يتم تغييرها بشكل نادر. لا تقوم الحواسيب القياسية بتخزين البرامج غير الأساسية في الـ ROM، بل تستخدم بدلاً من ذلك سعات تخزين كبيرة للوحدات الثانوية، والتي تعتبر أيضًا غير متطايرة وليست مكلفة بنفس القدر.
في الآونة الأخيرة، يشير التخزين الأساسي والتخزين الثانوي في بعض الاستخدامات إلى ما كان يُسمى تاريخيًا، على التوالي، بالتخزين الثانوي والتخزين الثلاثي.

### تخزين ثانوي
(بالإنجليزية: Secondary storage)‏
تخزين البيانات الثانوي (المعروف أيضًا بالذاكرة الخارجية أو التخزين المساعد) يختلف عن التخزين الأساسي في أنه لا يمكن الوصول إليه مباشرة بواسطة وحدة المعالجة المركزية. عادة ما يستخدم الكمبيوتر قنوات الإدخال / الإخراج للوصول إلى التخزين الثانوي ونقل البيانات المطلوبة إلى التخزين الأساسي. التخزين الثانوي هو تخزين غير متطاير (يحافظ على البيانات عند إيقاف تشغيله). عادةً ما تحتوي أنظمة الكمبيوتر الحديثة على وحدتين من حيث الحجم للتخزين الثانوي أكثر من التخزين الأساسي لأن التخزين الثانوي أقل تكلفة.
في أجهزة الكمبيوتر الحديثة، تُستخدم عادةً محركات الأقراص الصلبة (HDD) أو محركات الأقراص ذات الحالة الصلبة (SSD) كتخزين ثانوي. يُقاس وقت الوصول للبايت الواحد لمحركات الأقراص الصلبة أو محركات أقراص الحالة الصلبة عادةً بالملي ثانية (أجزاء من ألف من الثانية)، بينما يُقاس وقت الوصول للبايت الواحد للتخزين الأساسي بالنانوثانية (أجزاء من بليون من الثانية). وبالتالي، فإن التخزين الثانوي أبطأ بكثير من التخزين الأساسي. تتمتع محركات الأقراص الضوئية، مثل محركات الأقراص المضغوطة (CD) وأقراص الدي في دي، بفترات وصول أطول. تشمل الأمثلة الأخرى لتقنيات التخزين الثانوي محركات أقراص فلاش يو اس بي والأقراص المرنة وشريط التخزين المغناطيسي [الإنجليزية] والشريط المثقب والبطاقات المثقوبة وأقراص محرك الذاكرة العشوائية.
بمجرد أن يصل رأس القرص للقراءة والكتابة على الأقراص الصلبة إلى الموضع الصحيح والبيانات، يكون الوصول إلى البيانات اللاحقة على المسار سريعًا جدًا. لتقليل وقت البحث ووقت دوران القرص، يتم نقل البيانات إلى الأقراص ومنها في كتل متجاورة كبيرة. يعد الوصول التسلسلي أو الوصول إلى الكتل على الأقراص أسرع بأوامر من حيث الحجم من الوصول العشوائي، وقد تم تطوير العديد من النماذج المعقدة لتصميم خوارزميات فعالة بناءً على الوصول التسلسلي والوصول إلى الكتل. هناك طريقة أخرى للحد من عنق الزجاجة للإدخال / الإخراج وهي استخدام أقراص متعددة بشكل متوازٍ لزيادة النطاق الترددي بين الذاكرة الأساسية والثانوية.
يتم تهيئة التخزين الثانوي غالبًا وفقًا لتنسيق نظام الملفات، والذي يوفر التجريد اللازم لتنظيم البيانات في ملفات ومجلدات، مع توفير بيانات وصفية أيضًا تصف مالك ملف معين ووقت الوصول وأذونات الوصول ومعلومات أخرى.
تستخدم معظم أنظمة تشغيل الكمبيوتر مفهوم الذاكرة الافتراضية، مما يسمح باستخدام سعة تخزين أساسية أكبر مما هو متوفر فعليًا في النظام. مع امتلاء الذاكرة الأساسية، يقوم النظام بنقل القطع الأقل استخدامًا (الصفحات) إلى ملف مقايضة أو ملف صفحة على التخزين الثانوي، واستعادتها لاحقًا عند الحاجة. إذا تم نقل الكثير من الصفحات إلى تخزين ثانوي أبطأ، فإن أداء النظام يتدهور.

### تخزين طرف ثالث
(بالإنجليزية: Tertiary storage)‏
تخزين البيانات الثالثي أو الذاكرة الثالثة هو مستوى يقل عن التخزين الثانوي. عادةً ما يتضمن آلية روبوتية تقوم بتركيب (إدخال) وإزالة وسائط تخزين البيانات القابلة للإزالة في جهاز تخزين وفقًا لمتطلبات النظام؛ غالبًا ما يتم نسخ هذه البيانات إلى تخزين ثانوي قبل الاستخدام. يستخدم بشكل أساسي لأرشفة المعلومات التي يتم الوصول إليها بشكل نادر لأنها أبطأ بكثير من التخزين الثانوي (على سبيل المثال، 5-60 ثانية مقابل 1-10 مللي ثانية). هذا مفيد بشكل أساسي لمخازن البيانات الضخمة بشكل استثنائي، التي يتم الوصول إليها بدون مشغلين بشريين. تشمل الأمثلة النموذجية مكتبات الأشرطة [الإنجليزية] وأجهزة الموسيقى البصرية [الإنجليزية].

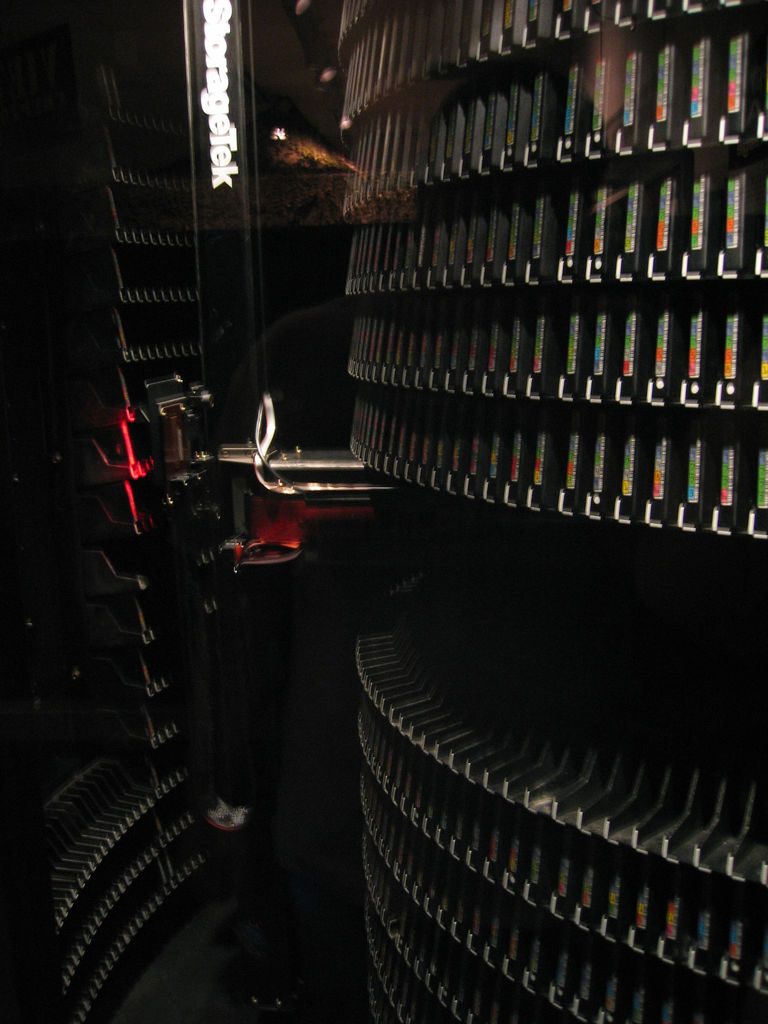
مكتبة أشرطة كبيرة بها خراطيش أشرطة موضوعة على الأرفف في المقدمة، وذراع آلية تتحرك في الخلف. الارتفاع المرئي للمكتبة حوالي 180 سم.

عندما يحتاج الكمبيوتر إلى قراءة المعلومات من التخزين الثالثي، فسيستشير أولاً قاعدة بيانات الفهرسة لتحديد الشريط أو القرص الذي يحتوي على المعلومات. بعد ذلك، سيصدر الكمبيوتر تعليماتًا إلى ذراع آلي لجلب الوسيط ووضعه في محرك أقراص. عند الانتهاء من قراءة المعلومات من قبل الكمبيوتر، ستعيد الذراع الآلية الوسيط إلى مكانه في المكتبة.
يُعرف التخزين الثالثي أيضًا بالتخزين القريب من الخط لأنه "قريب من الاتصال". التمييز الرسمي بين التخزين عبر الإنترنت والقريب من الخط وغير متصل بالإنترنت هو:
- التخزين عبر الإنترنت متاح على الفور للدخول / الإخراج.
- التخزين القريب من الخط غير متاح على الفور، ولكن يمكن الاتصال به عبر الإنترنت بسرعة دون تدخل بشري.
- التخزين غير المتصل بالإنترنت غير متاح على الفور، ويتطلب بعض التدخل البشري ليصبح متصلًا بالإنترنت.

على سبيل المثال، تعد محركات الأقراص الصلبة الدوارة التي تعمل دائمًا تخزينًا عبر الإنترنت، بينما تعد محركات الأقراص الدوارة التي تتوقف تلقائيًا، مثل تلك الموجودة في المصفوفات الضخمة للأقراص الخاملة (MAID)، تخزينًا قريبًا من الخط. الوسائط القابلة للإزالة مثل خراطيش الأشرطة التي يمكن تحميلها تلقائيًا، كما هو الحال في مكتبات الأشرطة، هي تخزين قريب من الخط، بينما خراطيش الأشرطة التي يجب تحميلها يدويًا هي تخزين غير متصل بالإنترنت.

### تخزين خارجي
(بالإنجليزية: Off-line storage)‏
التخزين الخارجي هو تخزين بيانات الكمبيوتر على وسط أو جهاز ليس تحت سيطرة وحدة المعالجة. يتم تسجيل الوسيط، وعادة ما يكون في جهاز تخزين ثانوي أو ثلاثي، ثم يتم إزالته أو فصله فعليًا. يجب أن يدرجه أو يوصله مشغل بشري قبل أن يتمكن الكمبيوتر من الوصول إليه مرة أخرى. على عكس التخزين الثلاثي، لا يمكن الوصول إليه بدون تفاعل بشري.
يستخدم التخزين الخارجي لنقل البيانات حيث يمكن نقل الوسائط المنفصلة بسهولة. بالإضافة إلى ذلك، فهو مفيد في حالات الكوارث، حيث، على سبيل المثال، يدمر حريق البيانات الأصلية، فإن الوسائط الموجودة في موقع بعيد لن تتأثر، مما يتيح استعادة البيانات بعد الكوارث. يزيد التخزين غير المتصل من الأمن العام للمعلومات لأنه غير قابل للوصول إليه فعليًا من جهاز كمبيوتر، ولا يمكن التأثير على سرية البيانات أو سلامتها من خلال تقنيات الهجوم القائمة على الكمبيوتر. أيضًا، إذا كانت المعلومات المخزنة لأغراض الأرشفة يتم الوصول إليها بشكل نادر، فإن التخزين غير المتصل يكون أقل تكلفة من التخزين الثلاثي.
في أجهزة الكمبيوتر الشخصية الحديثة، تُستخدم معظم وسائط التخزين الثانوية والثلاثية أيضًا للتخزين غير المتصل. الأقراص البصرية وأجهزة الذاكرة الفلاشية هي الأكثر شيوعًا، وإلى حد أقل بكثير محركات الأقراص الصلبة القابلة للإزالة؛ تشمل الأمثلة الأقدم أقراص المرنة وأقراص زيب. في الاستخدامات المؤسسية، تسود خراطيش الأشرطة المغناطيسية؛ تشمل الأمثلة الأقدم الشريط المغناطيسي المفتوح والبطاقات المثقوبة.

## مواصفات التخزين
(بالإنجليزية: Characteristics of storage)‏

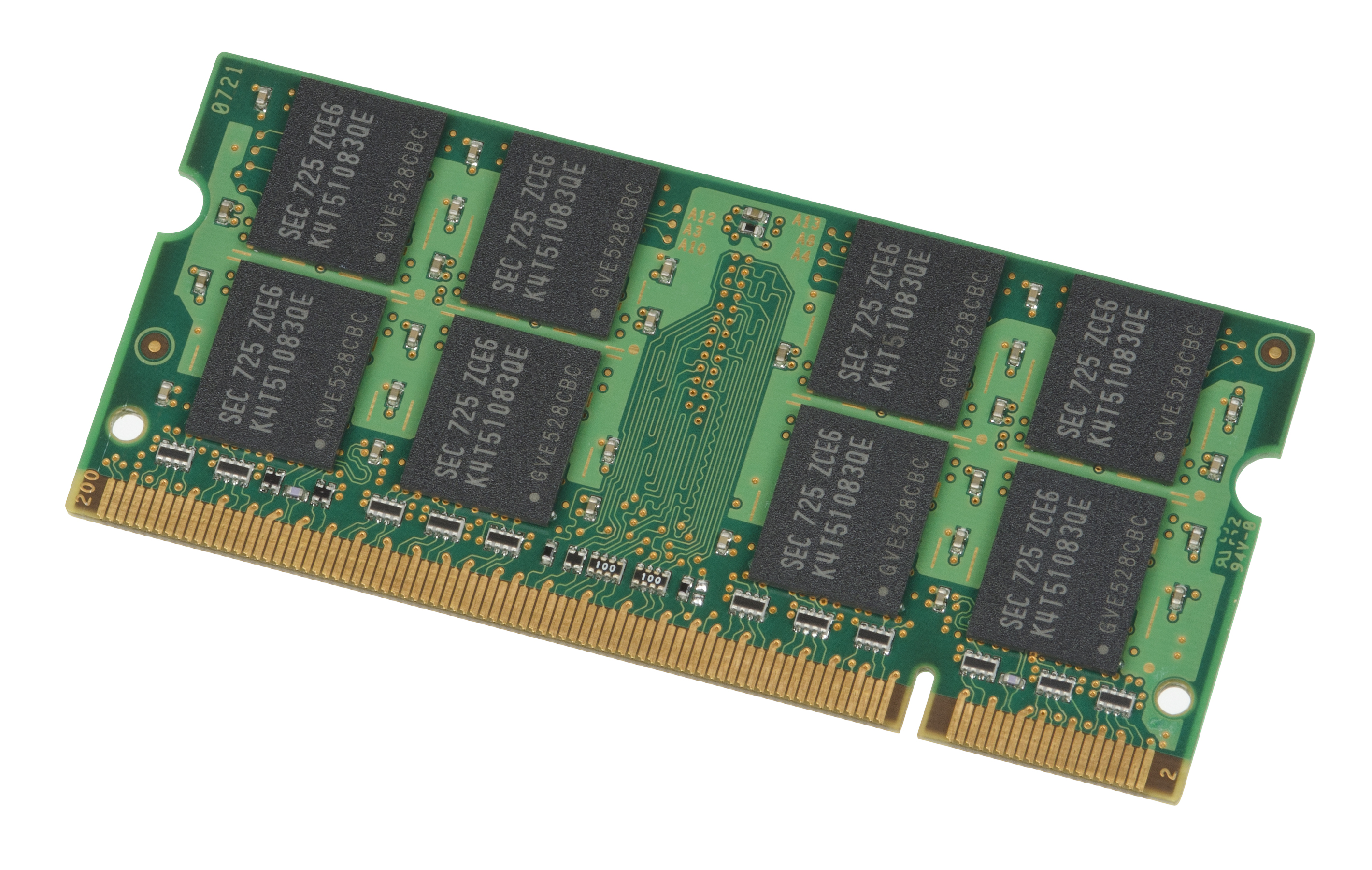
وحدة ذاكرة الوصول العشوائي DDR2 بسعة 1 جيجا بايت للكمبيوتر المحمول.

يمكن تمييز تقنيات التخزين على جميع مستويات التسلسل الهرمي للتخزين من خلال تقييم بعض الخصائص الأساسية وكذلك قياس الخصائص الخاصة بتنفيذ معين. هذه الخصائص الأساسية هي التقلب، والتحوير، وإمكانية الوصول، والعنونة. بالنسبة لأي تنفيذ معين لأي تقنية تخزين، فإن الخصائص التي تستحق القياس هي السعة والأداء.
| الخصائص                    | القرص صلب                                                            | قرص بصري                                      | ذاكرة وميضية                     | ذاكرة الوصول العشوائي    | الشريط المفتوح الخطي (LTO)                   |
| -------------------------- | -------------------------------------------------------------------- | --------------------------------------------- | -------------------------------- | ------------------------ | -------------------------------------------- |
| التقنية                    | قرص مغناطيسي                                                         | شعاع ليزر                                     | أشباه الموصلات                   | أشباه الموصلات           | شريط ممغنط                                   |
| متطاير                     | لا                                                                   | لا                                            | لا                               | متطاير                   | لا                                           |
| الوصول العشوائي            | نعم                                                                  | نعم                                           | نعم                              | نعم                      | لا                                           |
| وقت الوصول                 | ~15 مللي ثانية (سريع)                                                | ~150 مللي ثانية (معتدل)                       | لا يوجد (فوري)                   | لا يوجد (فوري)           | عدم الوصول العشوائي (بطيء جدًا)               |
| تحكم                       | داخلي                                                                | خارجي                                         | داخلي                            | داخلي                    | خارجي                                        |
| فشل مع فقدان وشيك للبيانات | عملية اصطدام الرأس                                                   | ـــ                                           | فشل المكونات الإلكترونية         | فشل المكونات الإلكترونية | ـــ                                          |
| اكتشاف الخطأ               | تقنية المراقبة الذاتية والتحليل وإعداد التقارير                      | قياس معدل الخطأ                               | مؤشرات على انخفاض معدلات التحويل | (التخزين قصير المدى)     | غير معروف                                    |
| السعر لكل مساحة            | قليل                                                                 | قليل                                          | عالي                             | عالي جدا                 | منخفضة جدًا (ولكنها محركات أقراص باهظة الثمن) |
| السعر لكل وحدة             | متوسط                                                                | قليل                                          | متوسط                            | عالي                     | محركات معتدلة (لكن باهظة الثمن)              |
| البرنامج الرئيسي           | أرشفة متوسطة المدى، احتياطات روتينية، خادم، توسيع تخزين محطات العمل. | الأرشفة على المدى الطويل، والتوزيع بنسخ ورقية | إلكترونيات محمولة نظام تشغيل     | في الوقت الحالى          | أرشيفية طويلة الأمد                          |

### متطايره
تحتفظ الذاكرة غير متطايرة بالمعلومات المخزنة حتى لو لم يتم تزويدها بالطاقة الكهربائية باستمرار. وهي مناسبة للتخزين طويل الأجل للمعلومات. تتطلب الذاكرة المتطايرة طاقة مستمرة للحفاظ على المعلومات المخزنة. أسرع تقنيات الذاكرة هي تقنيات متطايرة، على الرغم من أن هذه ليست قاعدة عامة. نظرًا لأن الذاكرة الأساسية يجب أن تكون سريعة جدًا، فإنها تستخدم بشكل أساسي ذاكرة متطايرة.
تعد الذاكرة الديناميكية العشوائية في الوصول شكلاً من أشكال الذاكرة المتطايرة التي تتطلب أيضًا إعادة قراءة المعلومات المخزنة وإعادة كتابتها بشكل دوري، أو تحديثها، وإلا فإنها ستختفي. الذاكرة الثابتة العشوائية في الوصول هي نوع من الذاكرة المتطايرة مشابهة لذاكرة الديناميكية باستثناء أنها لا تحتاج أبدًا إلى التحديث طالما يتم توصيل الطاقة؛ تفقد محتواها عند انقطاع مصدر الطاقة.
يمكن استخدام مصدر طاقة غير قابل للانقطاع (UPS) لإعطاء الكمبيوتر فترة زمنية قصيرة لنقل المعلومات من الذاكرة الأساسية المتطايرة إلى الذاكرة غير متطايرة قبل استنفاد البطاريات. تحتوي بعض الأنظمة، على سبيل المثال اي أم أس سيمتريكس، على بطاريات مدمجة تحافظ على سعة التخزين المتطايرة لعدة دقائق.

### قابلية التعديل
تخزين قراءة/كتابة أو تخزين قابل للتعديل يسمح بكتابة المعلومات فوق المعلومات الموجودة في أي وقت. سيكون جهاز الكمبيوتر بدون كمية معينة من تخزين القراءة / الكتابة لأغراض التخزين الأساسي عديم الفائدة للعديد من المهام. تستخدم أجهزة الكمبيوتر الحديثة عادةً تخزين القراءة / الكتابة أيضًا للتخزين الثانوي.
تخزين كتابة بطيئة وقراءة سريعة، تخزين القراءة / الكتابة الذي يسمح بكتابة المعلومات فوق المعلومات الموجودة عدة مرات، ولكن تكون عملية الكتابة أبطأ بكثير من عملية القراءة. تشمل الأمثلة أقراص CD-RW وأقراص SSD.
تخزين مرة واحدة يتيح القراءة مرة واحدة والكتابة عدة مرات (WORM) كتابة المعلومات مرة واحدة فقط في وقت ما بعد التصنيع. تشمل الأمثلة ذاكرة القراءة فقط القابلة للبرمجة بالموصلات وأقراص CD-R.
تخزين للقراءة فقط يحافظ على المعلومات المخزنة وقت التصنيع. تشمل الأمثلة ذاكرة القراءة فقط ذات القناع وأقراص CD-ROM.

### قابلية الوصول
هناك نوعان رئيسيان لوصول البيانات في المخزن:
- الوصول العشوائي: يمكن الوصول إلى أي موقع في المخزن في أي لحظة تقريبًا في نفس المقدار من الوقت. هذه الخاصية مناسبة جدًا للتخزين الأساسي والثانوي. توفر معظم وحدات تخزين أشباه الموصلات وذاكرة الفلاش ومحركات الأقراص الصلبة وصولاً عشوائيًا، على الرغم من أن ذاكرة أشباه الموصلات وذاكرة الفلاش تتمتعان زمن وصول ضئيل بالمقارنة مع محركات الأقراص الصلبة، حيث لا حاجة إلى تحريك أي أجزاء ميكانيكية.
- الوصول المتسلسل: يتم الوصول إلى المعلومات بشكل تسلسلي، قطعة تلو الأخرى. لذلك، يعتمد وقت الوصول إلى معلومة معينة على القطعة التي تم الوصول إليها آخر مرة. هذه الخاصية نموذجية للتخزين غير المتصل.

### قابلية العنونة
قابلة العنونة حسب الموقع
يتم تحديد كل وحدة معلومات يمكن الوصول إليها بشكل فردي في التخزين باستخدام عنوان الذاكرة الرقمي الخاص بها. في أجهزة الكمبيوتر الحديثة، يقتصر التخزين القابل للعنونة حسب الموقع عادة على التخزين الأساسي، الذي يتم الوصول إليه داخليًا بواسطة برامج الكمبيوتر، حيث تكون قابلية العنونة حسب الموقع فعالة للغاية، ولكنها مرهقة بالنسبة للبشر.
قابلة العنونة حسب الملف
يتم تقسيم المعلومات إلى ملفات ذات طول متغير، ويتم تحديد ملف معين باستخدام أسماء أدلة وملفات قابلة للقراءة البشرية. لا يزال الجهاز الأساسي قابلًا للعنونة حسب الموقع، ولكن يوفر نظام التشغيل للكمبيوتر تجريد نظام الملفات لجعل العملية أكثر قابلية للفهم. في أجهزة الكمبيوتر الحديثة، تستخدم التخزين الثانوي والثالثي وغير المتصل أنظمة الملفات.
قابلة العنونة حسب المحتوى
يتم تحديد كل وحدة معلومات يمكن الوصول إليها بشكل فردي بناءً على (جزء من) المحتويات المخزنة هناك. يمكن تنفيذ التخزين القابل للعنونة حسب المحتوى باستخدام البرنامج أو الأجهزة، مع كون الأجهزة أسرع ولكنها خيار أكثر تكلفة. غالبًا ما يتم استخدام ذاكرة التخزين المؤقت لوحدة المعالجة المركزية للكمبيوتر في وحدة تخزين عناوين المحتوى بالأجهزة.

### السعة
السعة الخامة: هي إجمالي المعلومات المخزنة التي يمكن لجهاز تخزين أو وسيلة تخزين استيعابها. يتم التعبير عنها على شكل كمية من البتات أو البايتات (على سبيل المثال، 10.4 ميجابايت).
كثافة تخزين الذاكرة [الإنجليزية]: إحكام المعلومات المخزنة. وهي سعة تخزين الوسط مقسومة بوحدة الطول أو المساحة أو الحجم (على سبيل المثال، 1.2 ميجابايت لكل بوصة مربعة).

### الأداء
زمن الوصول
الوقت الذي يستغرقه الوصول إلى موقع معين في وسيلة التخزين. يُقاس زمن الوصول بوحدة النانو ثانية لوحدات التخزين الأساسية (مثل الذاكرة العشوائية الديناميكية)، وبالميلي ثانية لوحدات التخزين الثانوية (مثل الأقراص الصلبة)، وبالثانية لوحدات التخزين الثالثية (مثل أشرطة البيانات). وقد يكون من المفيد التفريق بين زمن الوصول للقراءة وزمن الوصول للكتابة (خاصة بالنسبة للوحدات غير المتطايرة)، وكذلك في حالة وحدات التخزين ذات الوصول المتسلسل، من المهم قياس زمن الوصول الأدنى والحد الأقصى ومتوسط زمن الوصول.
الإنتاجية
معدل قراءة المعلومات من وسيلة التخزين أو كتابتها إليها. في مجال تخزين بيانات الحاسوب، عادةً ما يتم التعبير عن الإنتاجية بالميجابايت في الثانية (MB/s)، على الرغم من أنه يمكن أيضًا استخدام معدل نقل البت. ومثل زمن الوصول، قد يلزم التفريق بين معدل القراءة ومعدل الكتابة. عادةً ما يؤدي الوصول إلى الوسائط بشكل متسلسل، على عكس الوصول العشوائي، إلى تحقيق أقصى إنتاجية.
دقة التجزئة
حجم أكبر "قطعة" بيانات يمكن الوصول إليها بكفاءة كوحدة واحدة، على سبيل المثال، دون إدخال زمن وصول إضافي.
الموثوقية
احتمال حدوث تغيير تلقائي في قيمة البت تحت ظروف مختلفة، أو معدل الفشل الكلي.
يمكن استخدام أدوات مساعدة مثل اتش دي بارم [الإنجليزية] وسار [الإنجليزية] لقياس أداء عمليات الإدخال/الإخراج (IO) في نظام لينكس.

### استهلاك الطاقة
- يمكن لأجهزة التخزين التي تقلل من استخدام المروحة وتقوم بالإيقاف التلقائي أثناء عدم النشاط ومحركات الأقراص الصلبة ذات الاستهلاك المنخفض للطاقة أن تقلل من استهلاك الطاقة بنسبة 90 بالمائة.[29]
- عادةً ما تستهلك محركات الأقراص الصلبة مقاس 2.5 بوصة طاقة أقل من محركات الأقراص الأكبر. تستهلك محركات الأقراص الصلبة ذات الحالة الثابتة ذات السعة المنخفضة طاقة أقل من محركات الأقراص الصلبة لأنها لا تحتوي على أجزاء متحركة. بالإضافة إلى ذلك، قد تستهلك الذاكرة طاقة أكثر من محركات الأقراص الصلبة. كما أن وحدات التخزين المؤقتة الكبيرة، والتي تستخدم لتجنب الوصول إلى جدار الذاكرة، قد تستهلك أيضًا كمية كبيرة من الطاقة.[30][31]

### التشفير
يأتي تشفير القرص الكامل [الإنجليزية] وتشفير الأحجام والأقراص الافتراضية و/أو تشفير الملفات/المجلدات [الإنجليزية] بسهولة لمعظم أجهزة التخزين.
يتوفر تشفير ذاكرة الجهاز في معمارية إنتل، والذي يدعم تشفير الذاكرة الكلية (TME) وتشفير ذاكرة الصفحة الحبيبية باستخدام مفاتيح متعددة (MKTME). كما يتوفر أيضًا في معالجات سبارك M7 منذ أكتوبر 2015.

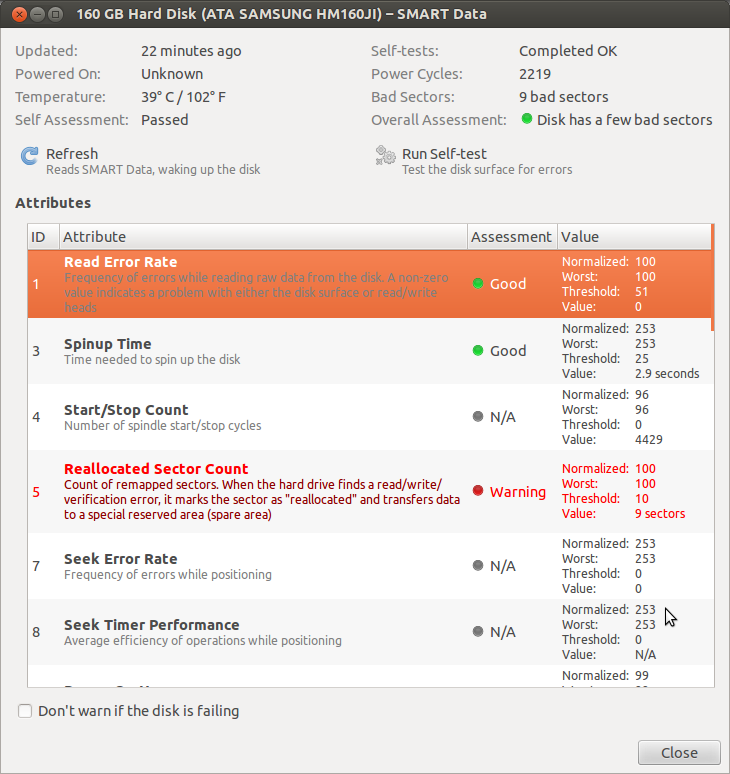
يحذر برنامج S.M.A.R.T من فشل وشيك في القرص الصلب.

### الثغرات الأمنية والموثوقية
تتمتع أنواع تخزين البيانات المختلفة بنقاط ضعف مختلفة وطرق متنوعة لتحليل الفشل التنبئي.
يمكن أن تؤدي الثغرات الأمنية التي تؤدي على الفور إلى فقد كل البيانات إلى تحطم الرأس في الأقراص الصلبة الميكانيكية وفشل المكونات الإلكترونية [الإنجليزية] في وحدات التخزين الفلاش.

#### استكشاف الاخطاء
يمكن تقدير الفشل الوشيك على محركات الأقراص الصلبة باستخدام بيانات التشخيص الذكية (S.M.A.R.T) التي تتضمن ساعات التشغيل وعدد مرات التشغيل، على الرغم من أن موثوقيتها محل خلاف.
قد تواجه وحدات تخزين الفلاش انخفاضًا مفاجئًا في معدلات النقل نتيجة لتراكم الأخطاء، والتي يحاول متحكم ذاكرة الفلاش تصحيحها.
يمكن تحديد صحة الوسائط البصرية عن طريق قياس الأخطاء البسيطة التي يمكن تصحيحها، والتي تشير الكميات العالية منها إلى تدهور و/أو ضعف جودة الوسائط. يمكن أن يؤدي الكثير جدًا من الأخطاء البسيطة المتتالية إلى تلف البيانات. لا يدعم جميع البائعين وطرازات محركات الأقراص البصرية فحص الأخطاء.

## وسائط تخزين
(بالإنجليزية: Storage media)‏
اعتبارًا من عام 2011، كانت وسائط تخزين البيانات الأكثر شيوعًا هي أشباه الموصلات والمغناطيسية والبصرية، بينما لا يزال الورق يُستخدم بشكل محدود. كما تم اقتراح تطوير بعض تقنيات التخزين الأساسية الأخرى، مثل مجموعات الفلاش بالكامل (AFAs).

### ذاكرة أشباه الموصلات
تستخدم ذاكرة أشباه الموصلات شرائح الدارات المتكاملة (IC) المبنية على أشباه الموصلات لتخزين المعلومات. تُخزّن البيانات عادةً في خلايا ذاكرة مصنوعة من معدن-أكسيد-شبه موصل. يمكن أن تحتوي شريحة ذاكرة أشباه الموصلات على ملايين من خلايا الذاكرة، والتي تتكون من ترانزستورات تأثير المجال المعدني-أكسيد-شبه موصل (موسفت) أو مكثفات موس صغيرة الحجم. يوجد نوعان من ذاكرة أشباه الموصلات، المتطايرة وغير المتطايرة، حيث تستخدم الأولى ترانزستورات موسفت القياسية بينما تستخدم الثانية ترانزستورات موسفت فلوتينغ جيت [الإنجليزية].
في أجهزة الكمبيوتر الحديثة، يتكون التخزين الأساسي بشكل شبه كامل من ذاكرة الوصول العشوائي الديناميكية المتقلبة لأشباه الموصلات (RAM)، وخاصة ذاكرة الوصول العشوائي الديناميكية (DRAM). منذ بداية القرن، اكتسب نوع من ذاكرة أشباه الموصلات غير المتطايرة ذات البوابة العائمة والمعروفة باسم ذاكرة الفلاش حصة متزايدة كتخزين خارجي لأجهزة الكمبيوتر المنزلية. تُستخدم ذاكرة أشباه الموصلات غير المتطايرة أيضًا للتخزين الثانوي في العديد من الأجهزة الإلكترونية المتطورة وأجهزة الكمبيوتر المتخصصة المصممة لها.
في وقت مبكر يعود إلى عام 2006، بدأ مصنعو أجهزة الكمبيوتر المحمولة والمكتبية في استخدام محركات الأقراص ذات الحالة الصلبة (SSDs) المبنية على الفلاش كخيارات تكوين افتراضية للتخزين الثانوي، إما بالإضافة إلى محركات الأقراص الصلبة (HDD) الأكثر تقليدية أو بدلاً عنها.

### التخزين المغناطيسي
التخزين المغناطيسي يستخدم أنماطًا مختلفة من المغنطة على سطح مغناطيسي الطلاء لتخزين المعلومات. التخزين المغناطيسي غير متطاير. تتم قراءة المعلومات باستخدام رأس قراءة/كتابة واحد أو أكثر، والذي قد يحتوي على محولات تسجيل واحدة أو أكثر. يغطي رأس القراءة/الكتابة جزءًا من السطح فقط بحيث يجب تحريك الرأس أو الوسيط أو كليهما بالنسبة إلى الآخر من أجل الوصول إلى البيانات. في أجهزة الكمبيوتر الحديثة، يأخذ التخزين المغناطيسي هذه الأشكال:
- القرص المغناطيسي
  - القرص المرن، يستخدم للتخزين غير المتصل بالإنترنت
  - محرك الأقراص الصلبة، يستخدم للتخزين الثانوي
- الشريط المغناطيسي، يستخدم للتخزين الثلاثي وغير المتصل بالإنترنت
- ذاكرة الدوارة (لفائف مغناطيسية).

في أجهزة الكمبيوتر الأولى، تم استخدام التخزين المغناطيسي أيضًا على النحو التالي:
- تخزين أساسي في شكل ذاكرة مغناطيسية، أو ذاكرة نواة، أو ذاكرة حبل النواة، أو ذاكرة غشاء رقيق و / أو ذاكرة ملتوية [الإنجليزية]
- تخزين ثلاثي (مثل ان سي ار غرام-ذاكرة وصول عشوائي للبطاقات، وهو جهاز تخزين بيانات ابتكرته شركة ان سي آر [الإنجليزية]) أو تخزين غير متصل بالإنترنت على شكل بطاقات مغناطيسية
- ثم تم استخدام الشريط المغناطيسي بشكل متكرر للتخزين الثانوي.

لا يوجد حد محدد لدورات إعادة الكتابة للتخزين المغناطيسي مثل تخزين الفلاش والوسائط البصرية القابلة لإعادة الكتابة، حيث أن تغيير المجالات المغناطيسية لا يسبب أي تآكل مادي. بدلاً من ذلك، يقتصر عمرها الإفتراضي على الأجزاء الميكانيكية.

### التخزين البصري
التخزين البصري، وأقراصه النموذجية، يخزن المعلومات على شكل تشوهات في سطح قرص دائري، ويقوم بقراءة هذه المعلومات عن طريق إضاءة السطح باستخدام ديود ليزر ومراقبة الانعكاس. يُعد تخزين الأقراص البصرية ذاكرة غير متطايرة. قد تكون التشوهات دائمة (وسائط للقراءة فقط)، أو تتكون مرة واحدة (وسائط الكتابة مرة واحدة)، أو قابلة للعكس (وسائط التسجيل أو القراءة/الكتابة). وكانت الأشكال التالية شائعة الاستخدام اعتبارًا من عام 2009:
- الأقراص المضغوطة، الأقراص المضغوطة للقراءة فقط (CD-ROM)، أقراص دي في دي، أقراص بلو راي: تخزين للقراءة فقط، تُستخدم للتوزيع الشامل للمعلومات الرقمية (الموسيقى والفيديو والبرامج الحاسوبية)؛
- الأقراص المضغوطة القابلة للتسجيل مرة واحدة (CD-R)، أقراص دي في دي القابلة للتسجيل مرة واحدة (DVD-R)، أقراص DVD+R، أقراص BD-R: تخزين لمرة واحدة، تُستخدم للتخزين الثانوي وبدون اتصال بالإنترنت؛
- أقراص سي دي القابلة لإعادة الكتابة (CD-RW)، أقراص دي في دي القابلة لإعادة الكتابة (DVD-RW)، أقراص DVD+RW، أقراص DVD-RAM، أقراص بلو راي القابلة لإعادة الكتابة (BD-RE): تخزين بطيء الكتابة وسريع القراءة، يُستخدم للتخزين الثانوي وبدون اتصال بالإنترنت؛
- تخزين البيانات البصرية عالية الكثافة [الإنجليزية](UDO) مشابه في السعة لأقراص BD-R أو BD-RE وهو تخزين بطيء الكتابة وسريع القراءة يُستخدم للتخزين الثانوي وبدون اتصال بالإنترنت.

تخزين الأقراص المغناطيسية البصرية هو تخزين للبيانات البصرية حيث تقوم الحالة المغناطيسية على سطح حديدي مغناطيسي بتخزين المعلومات. تتم قراءة المعلومات بصريًا وكتابتها عن طريق الجمع بين الطرق المغناطيسية والبصرية. يُعد تخزين الأقراص المغناطيسية البصرية ذاكرة غير متطايرة، ووصول تسلسلي، وكتابة بطيئة، وقراءة سريعة، ويُستخدم للتخزين الثانوي وبدون اتصال بالإنترنت. كما تم اقتراح تخزين البيانات البصرية ثلاثية الأبعاد. كما تم اقتراح الذوبان المغناطيسي المستحث بالضوء في موصلات ضوئية مغناطيسية لتخزين بصري مغناطيسي عالي السرعة وقليل استهلاك الطاقة.

### التخزين الورقي
تخزين البيانات الورقية، والذي يكون عادةً على شكل شريط ورقي أو بطاقات مثقوبة، يُستخدم منذ فترة طويلة لتخزين المعلومات للمعالجة الآلية، خاصة قبل وجود الحواسيب العامة. حيث كان يتم تسجيل المعلومات عن طريق تثقيب ثقوب في الورق أو الورق المقوى، وكانت تُقرأ آليًا (أو بصريًا لاحقًا) لتحديد ما إذا كان موقع معين على الوسيط صلبًا أم يحتوي على ثقب. تتيح الرموز الشريطية للسلع التي يتم بيعها أو نقلها أن يكون لها بعض المعلومات المقروءة آليًا والمُرفقة بشكل آمن.
يمكن نسخ كميات صغيرة نسبيًا من البيانات الرقمية (مقارنة بوسائط تخزين البيانات الرقمية الأخرى) على الورق كشفرة شريطية مصفوفة للتخزين على المدى الطويل جدًا، حيث أن عمر الورق عادةً ما يتجاوز حتى تخزين البيانات المغناطيسية.

### وسائط تخزين أخرى
ذاكرة الصمام الحراري
استخدم أنبوب ويليامز صمام الأشعة المهبطية، بينما استخدم أنبوب سيليكترون صمام مفرغ كبير لتخزين المعلومات. كانت هذه الأجهزة الأساسية للتخزين قصيرة العمر في السوق، حيث كان أنبوب ويليامز غير موثوق، وكان أنبوب سيليكترون مكلفًا.
ذاكرة كهروميكانيكية
استخدمت ذاكرة خط التأخير موجات صوتية في مادة مثل الزئبق لتخزين المعلومات. كانت ذاكرة خط التأخير ذاكرة ديناميكية متطايرة، قراءة/كتابة تسلسلية دائرية، وكانت تُستخدم للتخزين الأساسي.
الشريط البصري
هو وسط تخزين بصري، يتكون عمومًا من شريط بلاستيكي طويل وضيق، يمكن كتابة الأنماط عليه وقراءتها منه. يتشارك الشريط البصري في بعض التقنيات المستخدمة في أفلام السينما والأقراص البصرية، ولكنه لا يتوافق مع أي منهما. كان الدافع وراء تطوير هذه التقنية هو إمكانية الحصول على سعات تخزين أكبر بكثير من الشريط المغناطيسي أو الأقراص البصرية.
ذاكرة التغيير الطوري
تستخدم الحالات الميكانيكية المختلفة لمادة التغيير الطوري [الإنجليزية] لتخزين المعلومات في مصفوفة يمكن الوصول إليها عشوائيًا (إكس - واي) وتقوم بقراءة المعلومات من خلال ملاحظة التباين في المقاومة الكهربائية للمادة. ستكون ذاكرة التغيير الطوري ذاكرة غير متطايرة، وقراءة/كتابة عشوائية، ويمكن استخدامها للتخزين الأساسي والثانوي وغير المتصل. تستخدم معظم الأقراص الضوئية القابلة لإعادة الكتابة والعديد من الأقراص الضوئية ذات الكتابة لمرة واحدة بالفعل مادة تغيير الطور لتخزين المعلومات.
تخزين البيانات التجسيمي
يخزن المعلومات ضوئيا داخل البلورات أو البوليمرات الضوئية. يمكن تخزين البيانات الهولوغرافي الاستفادة من كامل حجم وسائط التخزين، على عكس تخزين الأقراص الضوئية، والذي يقتصر على عدد قليل من طبقات السطح. سيكون تخزين البيانات الهولوغرافي غير متطاير، بإمكانية الوصول المتسلسل، وقابل للكتابة مرة واحدة أو تخزين القراءة / الكتابة. يمكن استخدامه للتخزين الثانوي و الغير متصل. راجع قرص هولوغرافي متعدد الاستخدامات (HVD).
الذاكرة الجزيئية
تخزن المعلومات في بوليمر يمكنه تخزين الشحنة الكهربائية. قد تكون الذاكرة الجزيئية مناسبة خصوصًا للتخزين الأساسي. تبلغ السعة التخزينية النظرية للذاكرة الجزيئية 10 تيرابت في البوصة المربعة (16 جيجابت/مليمتر مربع).
المواد الضوئية الموصلة المغناطيسية
تخزن المعلومات المغناطيسية التي يمكن تعديلها بواسطة إضاءة منخفضة المستوى.
الحمض النووي الريبوزي منقوص الأوكسجين (DNA)
يخزن المعلومات في نوكليوتيدات الحمض النووي. تم تحقيق ذلك لأول مرة في عام 2012، عندما حقق الباحثون نسبة 1.28 بيتابايت لكل جرام من الحمض النووي. في مارس 2017، أفاد العلماء أن خوارزمية جديدة تسمى نافورة الحمض النووي حققت 85٪ من الحد النظري، حيث بلغت 215 بيتابايت لكل جرام من الحمض النووي.

## تقنيات ذات صلة

### التوافرية
بينما يمكن حل خلل مجموعة من البتات عن طريق آليات اكتشاف الأخطاء وتصحيحها (انظر أعلاه) ، يتطلب خلل جهاز التخزين حلولاً مختلفة. الحلول التالية شائعة الاستخدام وتنطبق على معظم أجهزة التخزين:
- النسخ المتطابق للجهاز (النسخ المتماثل) - الحل الشائع للمشكلة هو الحفاظ باستمرار على نسخة طبق الأصل من محتوى الجهاز على جهاز آخر (عادة من نفس النوع). الجانب السلبي هو أن هذا يضاعف سعة التخزين، ويحتاج كلا الجهازين (النسخ) إلى التحديث في وقت واحد مع بعض النفقات العامة وربما بعض التأخيرات. والأمر الإيجابي هو القراءة المتزامنة المحتملة لنفس مجموعة البيانات بواسطة عمليتين مستقلتين، مما يزيد من الأداء. عندما يتم اكتشاف عطل في أحد الأجهزة المتطابقة، تكون النسخة الأخرى لا تزال تعمل ويجري استخدامها لإنشاء نسخة جديدة على جهاز آخر (عادة ما يكون متاحًا للتشغيل في مجموعة من أجهزة الاستعداد لهذا الغرض).[48]
- مصفوفة فائضة مستقلة الأقراص (RAID) - تعمم هذه الطريقة نسخ الجهاز أعلاه عن طريق السماح بفشل جهاز واحد في مجموعة من الأجهزة واستبداله بالمحتوى المستعاد (نسخ الجهاز هو RAID مع n = 2). مجموعات RAID من n = 5 أو n = 6 شائعة. يوفر n> 2 مساحة تخزين، بالمقارنة مع n = 2 ، على حساب معالجة أكثر أثناء كل من التشغيل العادي (مع أداء أقل في كثير من الأحيان) واستبدال الجهاز المعيب.[49]

تم تصميم التطابق على مستوى الجهاز و RAID النموذجي للتعامل مع فشل جهاز واحد في مجموعة أجهزة RAID. ومع ذلك، إذا حدث فشل ثانٍ قبل إصلاح مجموعة RAID تمامًا من الفشل الأول، فقد يتم فقد البيانات. عادة ما يكون احتمال حدوث فشل واحد ضئيلًا. وبالتالي فإن احتمال حدوث فشل مرتين في مجموعة RAID نفسها في وقت قريب يكون أصغر بكثير (تقريبًا مربع الاحتمال، أي يتم ضربه في نفسه). إذا لم يكن بإمكان قاعدة البيانات تحمل حتى هذا الاحتمال الأصغر لفقدان البيانات، فعندئذ يتم تكرار مجموعة RAID نفسها (معكسة). في كثير من الحالات، يتم إجراء هذا المرآة عن بعد جغرافيًا، في مجموعة تخزين مختلفة، للتعامل مع الاسترداد من الكوارث (انظر تعافي من الكوارث).

### اتصال الشبكة
يمكن لجهاز تخزين ثانوي أو ثلاثي الاتصال بجهاز كمبيوتر باستخدام شبكات الكمبيوتر. لا ينطبق هذا المفهوم على التخزين الأساسي الذي يتم مشاركته بين معالجات متعددة بدرجة أقل.
- يعد التخزين الملحق المباشر (DAS) تخزينًا تقليديًا للبيانات الضخمة، ولا يستخدم أي شبكة. لا يزال هذا النهج الأكثر شيوعًا. تمت صياغة هذا المصطلح العكسي حديثًا، إلى جانب NAS و SAN.[50]
- يعد التخزين الملحق بشبكة (NAS) تخزينًا للبيانات الضخمة متصلًا بجهاز كمبيوتر يمكن لجهاز كمبيوتر آخر الوصول إليه على مستوى الملف عبر شبكة محلية أو شبكة واسعة النطاق، أو في حالة تخزين الملفات عبر الإنترنت. يرتبط NAS عادةً ببروتوكولي نظام ملفات الشبكة و اس ام بي [الإنجليزية].
- شبكة تخزين (SAN) هي شبكة متخصصة توفر لأجهزة الكمبيوتر الأخرى سعة تخزين. الفرق الرئيسي بين NAS و SAN هو أن NAS يعرض ويدير أنظمة الملفات لأجهزة الكمبيوتر العميل، بينما يوفر SAN الوصول على مستوى معالجة الكتل (الأساسية)، تاركًا لأنظمة التوصيل إدارة البيانات أو أنظمة الملفات ضمن السعة المتوفرة. يرتبط SAN عادةً بشبكات فايبر [الإنجليزية].[51]

### تخزين ذات الوصول الآلي
يمكن تخزين كميات كبيرة من الأشرطة المغناطيسية الفردية والأقراص البصرية أو المغناطيسية البصرية في أجهزة تخزين آلية ثلاثية. تُعرف هذه الأجهزة في مجال تخزين الشرائط باسم مكتبة الشرائط، وفي مجال التخزين البصري باسم صناديق تبديل الأقراص البصرية أو مكتبات الأقراص البصرية على سبيل المثال. يُشار إلى أصغر أشكال أي من التقنيتين التي تحتوي على جهاز قيادة واحد فقط على أنها أجهزة تحميل تلقائي أو مبدلات تلقائية.
قد تحتوي أجهزة التخزين ذات الوصول الآلي على عدد من الفتحات، كل منها يحمل وسائط فردية، وعادةً ما يكون هناك روبوت اختيار واحد أو أكثر يجتاز الفتحات ويحمل الوسائط إلى محركات الأقراص المضمنة. يؤثر ترتيب الفتحات وأجهزة الالتقاط على الأداء. الخصائص المهمة لمثل هذا التخزين هي خيارات التوسيع الممكنة: إضافة فتحات، وحدات، ومحركات أقراص، وروبوتات. يمكن أن تحتوي مكتبات الشرائط على 10 إلى أكثر من 100000 فتحة، وتوفر تيرابايت أو بيتابايت من المعلومات القريبة. صناديق تبديل الأقراص البصرية هي حلول أصغر إلى حد ما، تصل إلى 1000 فتحة.
يستخدم التخزين الآلي للنسخ الاحتياطي وللأرشيفات عالية السعة في مجالات التصوير والطب والفيديو. إدارة التخزين الهرمي هي استراتيجية أرشفة معروفة للغاية لنقل الملفات غير المستخدمة لفترة طويلة تلقائيًا من تخزين الأقراص الصلبة السريعة إلى المكتبات أو صناديق تبديل الأقراص. إذا كانت هناك حاجة إلى الملفات، يتم استردادها إلى القرص.